# Liza Minnelli (álbum)
Liza Minnelli é o quarto álbum de estúdio da cantora e atriz estadunidense Liza Minnelli, o primeiro da artista a ser lançado pela gravadora A&M Records. A produção é de Larry Marks e ao contrário de seus álbuns anteriores, este é o primeiro a se afastar de seu som tipicamente da Broadway e adentrar mais no gênero pop contemporâneo dos anos 1960 e nas obras de cantores/compositores. A principal inspiração para essa mudança foi seu recente casamento com o compositor Peter Allen, que tinha grande afinidade com Randy Newman, cujas músicas são as mais proeminentes neste álbum.
A recepção dos crítico especializados em música foi favorável. De maneira geral, pontuaram que o álbum era leve, descontraído e com uma performance efervescente da cantora, sendo considerado por muitos, o melhor trabalho de Minnelli até então. A revista HiFi Stereo Review o elegeu como o melhor álbum de 1968. Minnelli recebeu o prêmio das mãos do editor William Anderson e do crítico Red Reed.
Da mesma forma que os álbuns posteriores lançados pela gravadora A&M Records, esse álbum nunca foi lançado sozinho no formato CD, mas todas as faixas, em sua ordem original, estão na coletânea The Complete A&M Recordings, de 2008.

## Antecedentes
Apesar de seus álbuns serem aclamados pela crítica, seus lançamentos pela Capitol Records, com exceção de Liza! Liza! não foram bem sucedidos comercialmente. O contrato com a gravadora não foi renovado e naquele período Minnelli ainda não era a superestrela que seria a posteriori. No verão de 1967 ela assinou um contrato com a A&M Records e lançaria seu primeiro álbum em 1968.

## Gravação e produção
As gravações ocorreram entre 14 de outubro até dezembro de 1967. O álbum foi produzido por Larry Marks e arranjado por Peter Matz, Nick de Caro, Bob Thompson e J. Hill. O engenheiro de som foi Ray Gerhardt, Donald Hahn e Peter Matz. O design do álbum é de Corporate Head, o diretor de arte é Tom Wilkes e a fotografia é de Guy Webster.
Para o novo repertório, Minnelli gravaria canções de artistas contemporâneos e deixaria de lado as músicas da Great American Songbook com as quais ela ficou conhecida. Além de ser um desejo da gravadora, a principal inspiração para essa mudança foram Marks e o compositor Peter Allen, ambos estavam impressionados com os trabalhos de Randy Newman, com quem Allen tinha grande afinidade.
Entre as canções que foram gravadas durante as sessões de Liza Minnelli, mas não apareceram no lançamento final, estão incluídas: "Snow", "No One Ever Hurt So Bad" e "Hong Kong Blues". Quatro faixas foram encontradas em uma fita da A&M rotulada como "1968", a saber: "I'm Looking Over A Four Leaf Clover", "Alicinha", "I'll Never Fall In Love Again" e "This Girl's In Love With You", elas foram incluídas na compilação The Complete A&M Recordings.

## Lançamento e divulgação
Antes do lançamento do álbum, a cantora concedeu entrevistas e se apresentou em alguns eventos e programas de TV. De acordo com o editor da revista Billboard, Aaron Stenfield, a cantora se apresentou no Wardorf-Astoria's Empire Room, cantando três canções de Liza Minnelli: "The Debutante's Ball", You Better Sit Down Kids e "The Happy Time". A performance da cantora causou boa impressão do editor da revista, que escreveu que "se o álbum puder capturar qualquer parte da empolgação que a senhorita Minnelli gera pessoalmente, a A&M terá uma propriedade valiosa".
A Billboard anunciou o lançamento para março, em sua edição de 9 de março de 1968. Em Sydney, na Austrália, a gravadora planejou o lançamento coincidindo com a data dos shows que Minnelli faria na cidade, no clube Chequers.
Durante a divulgação, ela se apresentou em vários programas da TV americana, tais como: The Ed Sullivan Show, The Tonight Show, The Hollywood Palace e oThe Carol Burnett Show.

## Recepção crítica
| Críticas profissionais | Críticas profissionais |
| Avaliações da crítica  | Avaliações da crítica  |
| Fonte                  | Avaliação              |
| ---------------------- | ---------------------- |
| AllMusic               | [ 16 ]                 |
| Billboard              | Favorável              |
| Cashbox                | Favorável              |
| HiFi Stereo Review     | Favorável              |
| High Fidelity          | Mista                  |
| Record World           | Favorável              |

As resenhas dos críticos especializados em música foram, em maioria, favoráveis. 
JT Griffith, do site AllMusic, avaliou com três estrelas de cinco e escreveu que o álbum é uma coleção enérgica que captura uma artista efervescente em uma sólida coleção de canções. Segundo ele, o repertório mistura números da Broadway com material de cantores/compositores da época na qual foi lançado.
O crítico da revista Billboard escreveu que Minnelli soava como sua mãe, a cantora  e atriz Judy Garland, e isso era bom. Afirmou que três canções se destacavam no álbum "The Look of Love", "(The Tragedy Of) Butterfly McHeart" e "The Happy Time".
A revista Cash Box fez uma crítica favorável e afirmou que o primeiro álbum de Minnelli pela A&M se configura como uma entrada vitoriosa. Elegeu como os melhores momentos do álbum as faixas: "The Debutante's Ball", "The Look Of Love", "You'd Better Sit Down, Kids" e "The Happy Time".
Rex Reed da revista HiFi Stereo Review fez uma crítica favorável na qual escreveu que o álbum "é uma lição em comunicação lírica sensível" e "simplesmente maravilhoso". Afirmou que a voz de Minneli na gravação "está melhor do que nunca - cheia de alegria e esplendor suave, inocência melancólica, toques de sarcasmo e elegância de mulher madura".
Morgan Ames, da revista High Fidelity, escreveu que o álbum é uma surpresa agradável, sobretudo pelo canto suave de Minnelli. Ele pontuou que muitos críticos acreditavam que a voz da artista não duraria muito tempo, mas o álbum provou o contrário. Concluiu dizendo que Minnelli parecia estar encontrando um foco melhor sobre o que queria cantar e que seus vocais são ótimos, exceto quando ela "grita" nas canções.
O crítico da revista Record World escreveu que que "Liza adotou o estilo leve e descontraído do verão da gravadora, mostrando-se suave e fresca ao invés de ousada". Ele considerou as canções "The Happy Time" e "The Look of Love" maravilhosas.

## Desempenho comercial
Comercialmente, falhou em aparecer na parada Billboard 200.

## Lista de faixas
- Créditos adaptados do LP Liza Minnelli, de 1968.[21]

| N.º | Título                               | Compositor(es)                            | Duração |  |
| 1.  | "The Debutante's Ball"               | Randy Newman                              | 2:54    |  |
| 2.  | "Happyland"                          | Newman                                    | 2:24    |  |
| 3.  | "The Look of Love"                   | Hal David, Burt Bacharach                 | 3:35    |  |
| 4.  | "(The Tragedy Of) Butterfly McHeart" | Peter Allen, Chris Allen                  | 2:16    |  |
| 5.  | "Waiting For My Friend"              | John Addison, George Melly                | 2:48    |  |
| 6.  | "Married"                            | Fred Ebb, John Kander                     | 1:30    |  |
| 7.  | "You Better Sit Down Kids"           | Sonny Bono                                | 3:37    |  |
| 8.  | "So Long Dad"                        | Newman                                    | 2:09    |  |
| 9.  | "For No One"                         | John Lennon, Paul McCartney               | 2:28    |  |
| 10. | "My Mammy"                           | Sam M. Lewis, Joe Young, Walter Donaldson | 3:01    |  |
| 11. | "The Happy Time"                     | Ebb, Kander                               | 2:39    |  |